# Arrocera Zapata
Arrocera Zapata ist eine Ortschaft in Uruguay.

## Geographie
Der Ort befindet sich auf dem Gebiet des Departamento Treinta y Tres in dessen Sektor 3. Arrocera Zapata liegt ostsüdöstlich von Estación Rincón, nördlich von Arrocera Mini und westlich von Arrocera La Querencia.

## Einwohner
Arrocera Zapata hatte bei der Volkszählung im Jahre 2011 116 Einwohner, davon 66 männliche und 50 weibliche. Bei den vorhergehenden Volkszählungen von 1963 bis 2004 wurden für den Ort keine statistischen Daten erfasst.
| Jahr | Einwohner |
| ---- | --------- |
| 1996 | -         |
| 2004 | -         |
| 2011 | 116       |

Quelle: Instituto Nacional de Estadística de Uruguay